# Evanhy de Gallegos
María Evangelista Troche Soler de Gallegos (Asunción, 18 de octubre de 1945), conocida como Evanhy, es una política paraguaya que fungió de intendente de Asunción de 2006 a 2010, constituyéndose como la primera mujer en ser electa y ejercer dicho cargo. En noviembre de 2010 fue electa concejal municipal de Asunción.

## Biografía
Hija de padres exiliados en Buenos Aires, retorna al país en 1961, con su familia. Trabajó en periodismo en: ABC Color, en el diario Hoy, en Canal 9, Canal 13, Red Guaraní. En radios Chaco Boreal, Primero de Marzo, Cardinal y Caritas. Creó su propia empresa periodística TEVECINE SRL y el programa de televisión y revista Reportaje al País. Fue corresponsal de guerra en el Atlántico Sur, en la Guerra de las Malvinas.

### Carrera política
En 2003, participó de elecciones para un cargo legislativo. Fue nombrada ministra secretaria ejecutiva de Turismo, cargo que ejerció durante tres años.
En diciembre de 2006, fue electa intendente de Asunción, ejerciendo el cargo y constituyéndose en la primera mujer en ser electa y ejercer dicho cargo. En julio de 2010, presentó su renuncia a la Intendencia de Asunción para participar de las elecciones municipales de 2015, como concejala de Asunción por el Partido Colorado.
En noviembre de 2010, fue electa concejala de Asunción y ocupó el cargo hasta noviembre de 2019.

## Gestión como intendente municipal
Durante su administración a cargo de la comuna capitalina ejecutó la ampliación y repavimentación de las avenidas Médicos del Chaco y De La Victoria. También ordenó la construcción del viaducto de Eusebio Ayala y Av. República Argentina por valor de G. 4.500 millones e inició la negociación de la Avenida Costanera en conjunto al Poder Ejecutivo. Por otra parte, durante su gestión se procedió a la construcción de desagües pluviales en dieciséis barrios de Asunción, lo que significó un aumento del 7 al 18% de la cobertura de este tipo de infraestructura en la ciudad.
Evanhy fue la propulsora de la primera Ley de Capitalidad en el año 2010. La misma se creó para corregir los problemas financieros que había entre el Gobierno central y la comuna.